# 伊藤音次郎
伊藤 音次郎（いとう おとじろう、1891年6月3日 - 1971年12月26日）は日本の民間航空のパイオニアである。伊藤飛行機研究所を設立し、多くのパイロットを育てるとともに、国産機の開発にも努めた。

## 来歴
大阪府大阪市南区（現：浪速区）恵美須町で生まれた。
1904年に大阪市立恵美尋常高等小学校（現：恵美小学校）卒業後、銅・鉄地金商の佐渡島商店に勤める。
17歳であった1908年11月23日、道頓堀の朝日座でライト兄弟の飛行を写した活動写真を観て飛行機に興味を持ち、1909年9月の萬朝報の「奈良原式飛行機発明」の記事に感動して奈良原三次に乗員としての採用を求める手紙を書き送った。奈良原の勧めにより夜学の工手学校（現：工学院大学）で機械工学を学び、奈良原とは文通での交流を継続した。
商家に務めながら航空の道を目指し、1910年に19歳で上京。東京飛行機製作所の無給職員として奈良原三次に弟子入りし、奈良原の航空機の製作を手伝った。
当初は雑役係を務めていたが、1912年に3か月の兵役を終えて職場復帰すると（その間に東京飛行機製作所が解散したため、東洋飛行機商会に所属した）志賀潔からの教えを受けて民間飛行士第2号の資格を取る。奈良原三次が航空界から引退すると1915年1月31日に現在の千葉市美浜区に伊藤飛行機研究所を創立し、独立。兄弟子の白戸栄之助から「白戸式旭号」の発注を受けた。

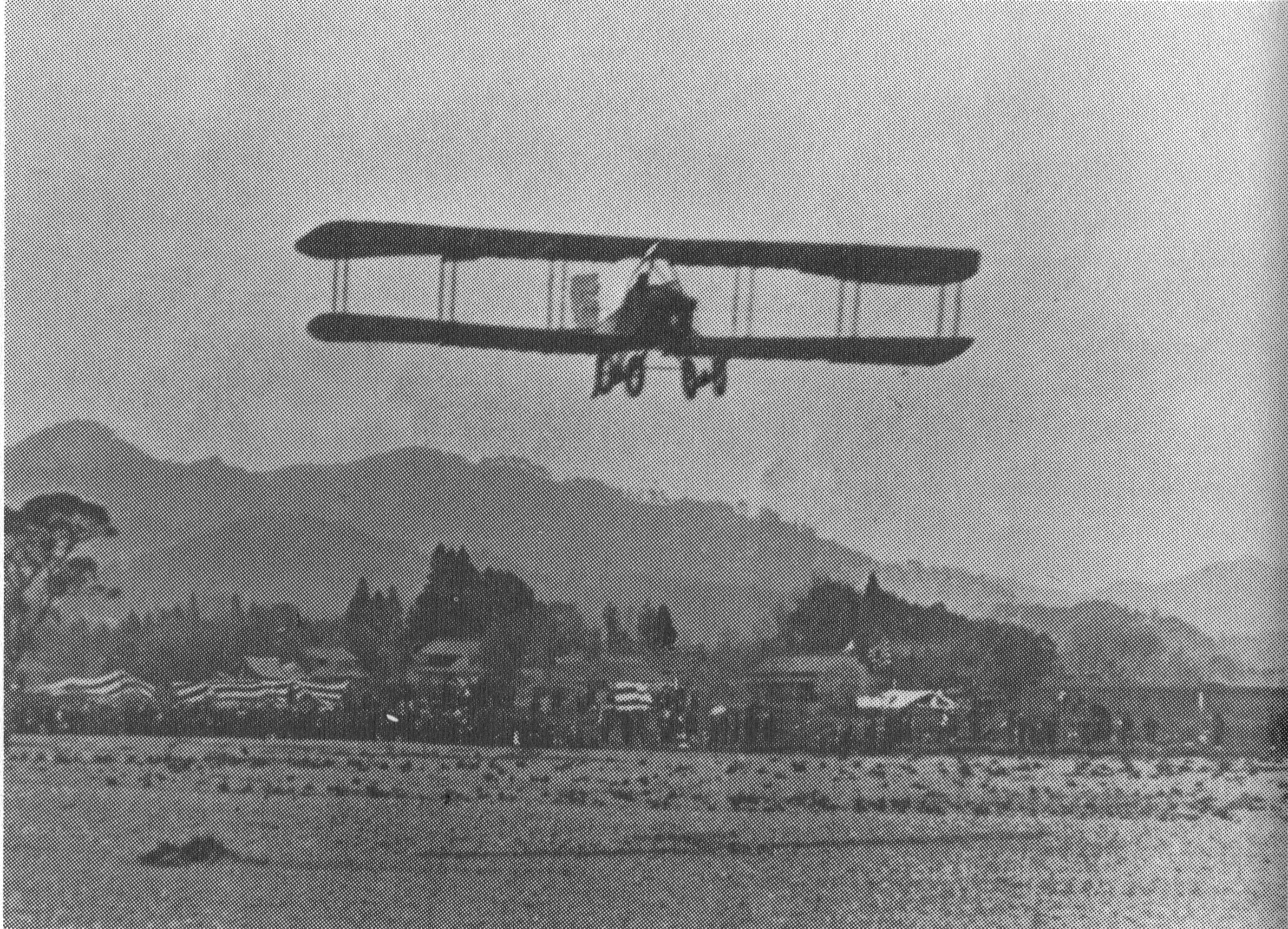
伊藤式・恵美1型

1915年11月に自らの出身地の名前をつけた伊藤式・恵美1型を製作し、1916年1月8日には東京訪問飛行を行って、飛行家として有名になった。1917年には民間初の夜間飛行にも成功するが、同年9月30日に発生した台風によって施設が壊滅的な被害を受け、1918年に津田沼町（現：習志野市）鷺沼海岸に研究所を移転し、社名を伊藤飛行機製作所に改めた。育成した飛行士の中には、日本最初の女性飛行士である兵頭精や、日本航空輸送研究所を設立した井上長一、民間人では日本初の宙返りを成功させた山縣豊太郎などがいる。また、1924年には家庭の事情でわずか1ヶ月半で断念となったが、当時18歳だった本田宗一郎も音次郎のもとで飛行訓練を受けている。
1923年に朝日新聞社が東西定期航空会を発足させると、伊藤飛行機研究所は飛行機、飛行士を提供し、民間定期航空運輸に寄与した。
1930年に日本軽飛行倶楽部を設立し、奈良原三次を会長として軽飛行機の普及に貢献した。しかし、1936年には長男の信太郎を墜落事故で喪っている。
伊藤は日本において民間出身の飛行家として成功した数少ない人物であったが、第二次世界大戦終結後はGHQの航空禁止令を受けて航空界から引退し、元工場従業員の希望者らと共に「恵美開拓農業協同組合」（1948年12月3日設立）として千葉県印旛郡遠山村十余三駒の頭（現：成田市東峰）で戦後開拓に携わって農場主となった。

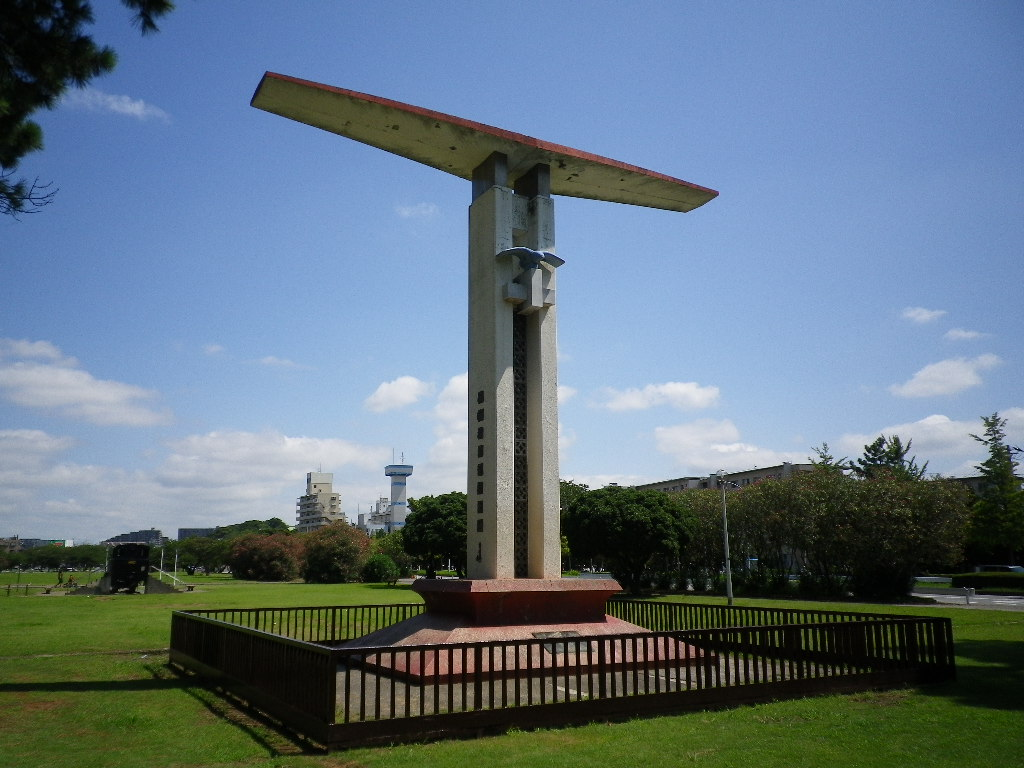
民間航空発祥之地記念碑

元々竹林であった現地での開墾は困難を極めたが、組合の農地は後に新東京国際空港（現：成田国際空港）の建設予定地の一部として選定されることとなる（成田空港問題）。空港建設計画が突然決定されたことで地元住民は困惑し、その一部が三里塚闘争に身を投じることとなるが、現地では伊藤ただ1人が空港が来たことを大歓迎し、新聞折込で空港推進を訴えた。すでに農業は軌道に乗っていたにもかかわらず、伊藤は家族の反対を押し切って全農地の売却に同意し、新東京国際空港公団との用地売却契約を最初に結んだグループの1人となった。その後は、千葉市稲毛海浜公園にある「民間航空発祥の地記念碑」の建立に尽力した。
1971年12月26日、自らの土地を託した成田空港の完成を見ることなく他界した。満80歳没。成田開港はこの約7年後、1978年5月のことになる。

## 日記
伊藤が書き残した日記は、平木国夫の著書で多用されている。日記は遺族から千葉市に寄贈され、日本の航空史の貴重な一次資料として日本航空協会によって複写のうえアーカイブ化されている。

## 伊藤音次郎を扱った作品
漫画
- 『空気をのぼった男（日本はみだし人物列伝（3））』（原作：平見修二、作画：真崎守）- 学習研究社5年の科学1972年10月号から,12月号まで連載（単行本未収録）